# Evangelion 3.33
Evangelion 3.33 (ヱヴァンゲリヲン新劇場版：Q, Evangerion Shin Gekijōban: Kyū) és una pel·lícula d'acció, d'animació i de ciència-ficció japonesa de 2012 escrita i dirigida per Hideaki Anno i la tercera de les quatre pel·lícules estrenadas a la sèrie Rebuild of Evangelion, basada en la sèrie d'anime original Neon Genesis Evangelion. Va ser produïda i codistribuïda per l'estudi Khara, del mateix Anno, i es va estrenar als cinemes japonesos el 17 de novembre de 2012. La va seguir Evangelion: 3.0+1.0 Thrice Upon a Time el 2021. S'ha doblat i subtitulat al català.